# Nebbia di guerra
Nella terminologia dei videogiochi di strategia, l'espressione nebbia di guerra (in inglese fog of war) indica un velo oscuro che nasconde al giocatore i movimenti avversari e le porzioni della mappa di gioco che sfuggono al campo visivo delle sue unità, finché queste non si avvicinano.
L'espressione deriva dal gergo militare, in cui la "nebbia di guerra" indica la difficoltà di ottenere informazioni attendibili in situazioni di guerra, per esempio riguardo alle manovre nemiche.

## Varianti

### Approccio standard

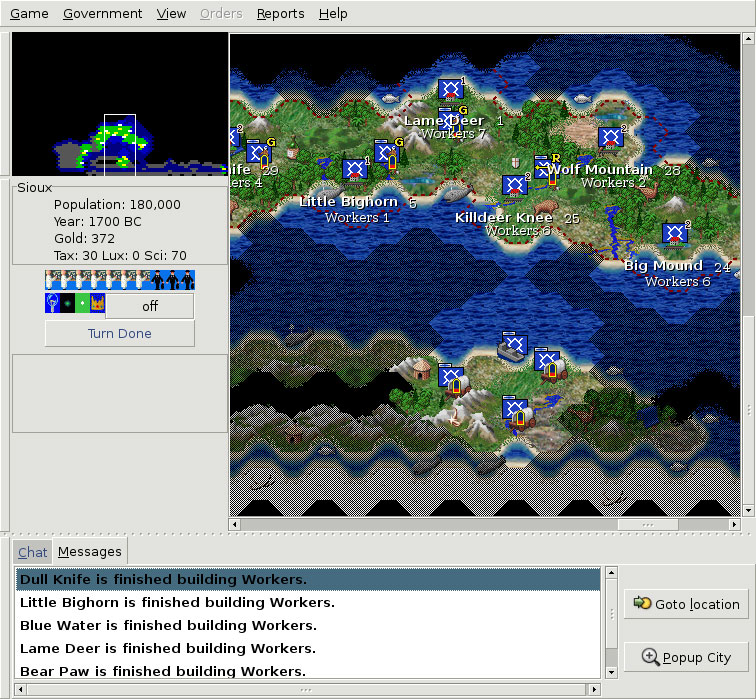
Nebbia di guerra in Freeciv, che segue l'approccio standard; la parte nera è inesplorata e completamente oscurata, quella ombreggiata è stata esplorata ma al momento il giocatore non ha unità nelle vicinanze.

Secondo l'approccio più diffuso (tipico per esempio di Age of Empires, Empire Earth, StarCraft, Warcraft), la mappa appare inizialmente del tutto oscurata, fatta eccezione per la zona che cade nel campo visivo di una o più unità del giocatore, lo spostamento di unità potrà ovviamente via via svelare nuove aree della mappa; tuttavia, quando una zona esplorata si trova a non essere più inclusa nel campo visivo di una unità del giocatore, essa viene coperta dalla nebbia di guerra, che non è opaca come la nebbia iniziale e consente di vedere il territorio, ma non le unità nemiche in esso eventualmente presenti.
La nebbia di guerra sostanzialmente "congela" l'immagine di quella porzione di mappa; in altre parole, il giocatore continuerà a vedere quella porzione di mappa così come essa appariva nell'ultimo istante in cui essa si trovava nel campo visivo di una unità del giocatore, per lo meno relativamente agli elementi statici (giacimenti di risorse, fiumi, laghi, edifici, ecc..), solitamente infatti le unità mobili non vengono mostrate e tutti gli elementi statici vengono mostrati così come essi sono apparsi all'ultimo "osservatore" che si sia trovato nella zona; eventuali mutamenti successivi (per esempio l'esaurimento di un giacimento di risorse, la costruzione di nuovi edifici o la distruzione di quelli esistenti, ecc..) non verranno mostrati se non quando una unità del giocatore ritornerà nell'area.
Questo approccio ha ovviamente un'interpretazione piuttosto sensata in termini di realismo della simulazione bellica: ciò che si vede in una determinata zona attraverso la nebbia di guerra è ciò di cui il giocatore è a conoscenza riguardo a tale zona (per averlo osservato attraverso una delle sue unità).

### Approcci semplificati
L'approccio al concetto di nebbia di guerra descritto sopra è certamente il più diffuso e, attualmente, lo si può considerare un elemento standard dei videogiochi di strategia. Tuttavia non è stato il primo, per ragioni di semplicità. Molti giochi meno recenti (per esempio Dune II, Command & Conquer: Red Alert 2) fanno distinzione solo fra mappa esplorata e inesplorata; una volta esplorata, qualsiasi zona della mappa risulta completamente e perennemente visibile anche quando esce dal campo visivo delle unità del giocatore.

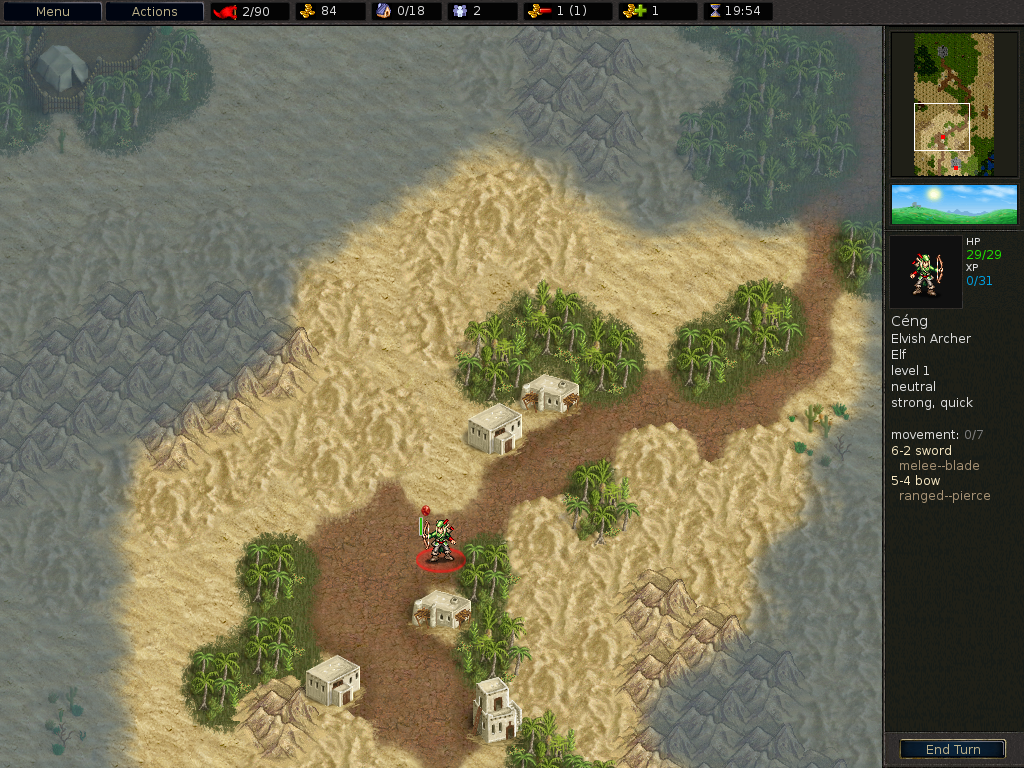
Nebbia di guerra in The Battle for Wesnoth; in questo caso, come si vede anche nella minimappa, tutto il territorio è già esplorato, ma la nebbia grigia nasconde le unità avversarie.

Alcuni giochi invece adottano l'occultamento parziale della mappa quando esce dal campo visivo delle unità, ma non hanno una nozione di mappa inesplorata; in altre parole, all'inizio del gioco l'intera mappa è esplorata e visibile attraverso la nebbia di guerra (con le limitazioni menzionate sopra). Un esempio in questo senso è Command & Conquer: Generals.
Fra le altre varianti si possono citare quei giochi che, pur distinguendo fra mappa inesplorata e mappa esplorata coperta da nebbia di guerra (come nell'approccio standard), mostrano quest'ultima secondo un diverso principio, nascondendo comunque tutte le strutture statiche nemiche (edifici e fortificazioni). In questo caso, se una unità "vede" una struttura nemica e poi si allontana, la struttura nemica scompare dalla visualizzazione appena uscita dal campo visivo dell'unità. Questo approccio viene per esempio utilizzato nel titolo Il Signore degli Anelli: La battaglia per la Terra di Mezzo di EA Games.
Altri approcci sono possibili, ad esempio ne I Tre Regni le aree esplorate e poi abbandonate restano completamente visibili come nel caso semplificato, tuttavia col tempo la nebbia di guerra avanza di nuovo e lentamente ricopre quelle aree, che ridiventano completamente nere. In Merchant Prince le aree inesplorate mostrano dei confini approssimativi, come una mappa medievale, che diventano esatti dopo l'esplorazione.

## Considerazioni strategiche
La nebbia di guerra, soprattutto nella sua accezione standard, comporta l'impossibilità di avere informazioni attendibili sui movimenti nemici. Questo tipo di informazioni può essere ovviamente di importanza vitale, per esempio per organizzare un attacco efficace (dopo aver valutato l'entità e la natura delle difese) o per poter aggiustare la propria strategia generale in funzione di quella scelta dall'avversario (per esempio, preparando opportune difese in caso di rushing imminente). 
La nebbia di guerra introduce perciò il reperimento di informazioni come obiettivo secondario importante durante una partita. Sulla base di questa limitazione, dunque, i progettisti di videogiochi hanno potuto proporre al loro pubblico una serie di nuovi elementi inerenti proprio all'esplorazione e allo spionaggio:
1. Visuale alleata: nei giochi in cui è possibile stringere alleanze con gli altri giocatori, molto spesso la nebbia di guerra non copre il campo visivo delle unità alleate. In Age of Kings, la condivisione dei campi visivi con gli alleati è una tecnologia da ricercare appositamente (la "cartografia"). In Civilization 2 la visuale istantanea del mondo può essere barattata ad ogni turno.
2. Strumenti di visione a distanza: molti giochi offrono servizi di "visione a distanza" nella forma solitamente di poteri speciali. Si può trattare di un meccanismo generico che consente di esaminare una certa zona (come i satelliti spia di Generals o le stazioni SatCom di StarCraft) oppure un meccanismo di ricerca degli avversari (in Empire Earth, per esempio, la meraviglia "Biblioteca di Babele" consente di "vedere" tutti gli edifici nemici; in Age of Kings, una tecnologia presso il castello consente di vedere tutte le unità nemiche). Data l'importanza strategica che questa visione a distanza può avere, questo genere di poteri è solitamente difficile da acquisire (per esempio, molto costoso), ha durata limitata nel tempo, o è soggetto ad altre limitazioni importanti.
3. Spie e unità occultabili: moltissimi giochi forniscono speciali unità invisibili o poteri extra per l'occultamento delle unità, che consentono di infiltrare "osservatori" nel campo nemico; in alcuni titoli (l'esempio più evidente è StarCraft) occultamento e rilevamento delle unità occultate giocano un ruolo chiave nelle dinamiche della partita. In accordo con la logica "rock-paper-scissors" degli strategici, normalmente vengono fornite anche contro-unità o contro-tecnologie in grado di rilevare le unità nascoste; una tipologia di unità "occultabile" che rientra in una categoria a parte è quella presente nella serie C&C Red Alert, dove per l'appunto abbiamo un esempio particolarissimo di questo tipo di unità, che è rappresentato da alcuni fanti "stealth", (per esempio le spie di Red Alert 2) che, anziché essere realmente invisibili, appaiono al giocatore avversario con l'aspetto e i colori delle proprie unità, non provocando quindi allarme tra le proprie file né tantomeno reazioni bellicose nei confronti di questo tipo di unità (che sono in grado di sabotare centrali elettriche e raffinerie, sottraendo risorse e provocando problemi alle strutture oggetto del loro attacco).